# Municipio de Jackson (condado de Crittenden)
El municipio de Jackson (en inglés: Jackson Township) es un municipio ubicado en el condado de Crittenden en el estado estadounidense de Arkansas. En el año 2010 tenía una población de 1352 habitantes y una densidad poblacional de 9,06 personas por km².

## Geografía
El municipio de Jackson se encuentra ubicado en las coordenadas 35°12′22″N 90°20′4″O / 35.20611, -90.33444. Según la Oficina del Censo de los Estados Unidos, el municipio tiene una superficie total de 149.15 km², de la cual 149,15 km² corresponden a tierra firme y (0 %) 0 km² es agua.

## Demografía
Según el censo de 2010, había 1352 personas residiendo en el municipio de Jackson. La densidad de población era de 9,06 hab./km². De los 1352 habitantes, el municipio de Jackson estaba compuesto por el 58,65 % blancos, el 37,5 % eran afroamericanos, el 0,22 % eran amerindios, el 0,07 % eran asiáticos, el 2,29 % eran de otras razas y el 1,26 % eran de una mezcla de razas. Del total de la población el 3,7 % eran hispanos o latinos de cualquier raza.